# Polymixis infuscata
Polymixis infuscata är en fjärilsart som beskrevs av Porritt 1923. Polymixis infuscata ingår i släktet Polymixis och familjen nattflyn. Inga underarter finns listade i Catalogue of Life.